# Brianda Pereira

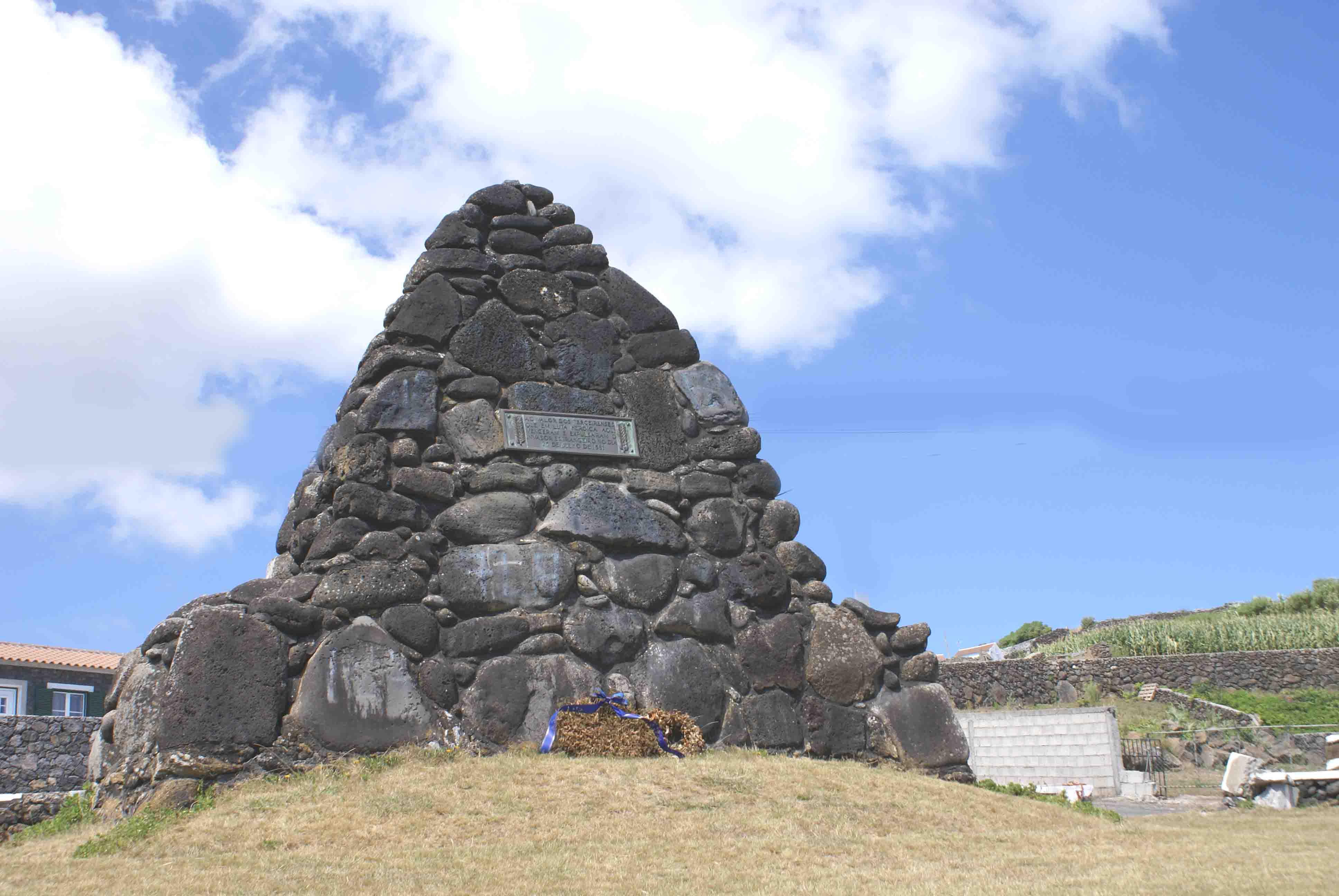
Monumento à batalha da Salga.

Brianda Pereira (Porto Judeu, c. 1550 — extinto concelho da Vila de São Sebastião, c. 1620) foi uma mulher açoriana elevada pela historiografia da Batalha da Salga e dos acontecimentos que a rodearam ao papel de heroína da resistência da ilha Terceira contra Filipe II de Espanha. Embora sem base histórica que o sustente, a figura de Brianda Pereira foi mitificada pelo movimento romântico a partir de finais do século XIX, sendo elevada ao estatuto de heroína pela propaganda do Estado Novo, no contexto da afirmação do nacionalismo português dos açorianos. A figura popularizou-se, sendo feita matrona de diversas instituições e dando origem a múltiplas peças de teatro popular, cantigas e danças de Carnaval.

## Biografia
Brianda Pereira nasceu provavelmente na cidade de Angra ou alternativamente no Porto Judeu então concelho da Vila de São Sebastião, conforme a tradição popular, filha de Álvaro Anes de Alenquer e de Maria Pereira de Sousa. O pai foi juiz ordinário da Câmara de Angra em 1553 e descendia de Pero Anes de Alenquer, um dos primeiros colonos da ilha Terceira e, tal como a mãe, tinha ascendentes nobres.
Casou com Bartolomeu Lourenço, indo residir para o vale da Salga, na zona litoral do Porto Judeu na Jurisdição do extinto Concelho da vila de São Sebastião, onde o casal era dono de terras e tinha uma abastada casa agrícola. Residiam nesse local quando a 25 de Julho de 1581, no contexto da luta entre partidários de Filipe II de Espanha e de D. António I de Portugal, se travou na baía da Salga, em cuja arriba se situava a casa do casal, a batalha da Salga.
A batalha iniciou-se pelo desembarque de uma força espanhola que de imediato incendiou as searas e as casas existentes nas imediações, entre as quais muito provavelmente a de Brianda Pereira, aprisionando os homens que encontrou. Entre os prisioneiros figurava Bartolomeu Lourenço, que se encontraria ferido.
As fontes da época são omissas quanto ao papel de Brianda Pereira na contenda, havendo apenas menção a uma Ângela Pereira (Brianda tinha uma irmã com este nome) numa Relação coeva, de autor anónimo, a qual diz:
Vivia ali um Bartolomeu Lourenço com mulher e filhos; a mulher andava em corpo, sendo mulher nobre e moça, e seu marido lavrador rico entre a gente da terra, dizendo que ela fugira de entre as mão deles [os soldados do partido espanhol] cuidando que seu marido fizera o mesmo, e que o já tinham cativo ferido, fugindo um seu filho que o viera contar. A pobre mulher andava como doida, e os soldados da armada de posse de sua casa e de toda a sua fazenda  […] Quando a pobre mulher, por nome Ângela Pereira, viu arder a sua casa e os frescais da eira, e seu marido cativo e ferido, e sua casa e fazenda em poder dos soldados, e ela com pressa em saia escapou, parecia uma doida e com as lástimas que dizia animava os portugueses para que melhor pelejassem, e a tinham por mão porque se queria ir meter em sua casa: e porque era moça e nobre e bem parecida, e mulher muito galharda, sem falta sua honra e vida por resistir seria acabada. E a fizeram recolher, com outras mulheres a cima a uma igreja de São João.
Foi a partir desta descrição, já que o outro relato contemporâneo dos acontecimentos que se conhece, devido a frei Pedro de Frias, a não menciona, que se iniciou a mitificação da heroína Brianda Pereira.
A construção do mito deve-se em boa parte a Francisco Ferreira Drumond, que nos Anais da Ilha Terceira, aparentemente fazendo fé na tradição oral da sua vila natal, já a descreve como uma nova Lucrécia:
… onde se achava, e ainda existe, a quinta, ou casa, de Bartolomeu Lourenço, lavrador abastado, que nela vivia com sua mulher Brianda Pereira, moça nobre e assaz formosa, da qual tinha filhos. Parece que a sua beleza fora nos dias antecedentes objecto da curiosidade dos castelhanos, porque foi o primeiro despojo que eles quiseram saquear de sua casa. Felizmente pode esta nova Lucrécia escapar-se às mãos dos soberbos Tarquínios que a pretendiam, e já levavam prisioneiro ao marido, a quem haviam ferido gravemente, e a um filho; e achando-se já senhores da casa, e de tudo que nele havia, saqueavam, destruíam e convulsavam à sua vontade todos os móveis, chegando finalmente ao excesso de largarem fogo aos frescais de trigo que estavam na eira..
A partir daqui estava lançado o mote: Brianda Pereira era a heroína, a ela se atribuindo os mais diversos feitos, desde participar na peleja até ter sido a autora da estratégia de enviar vacas em tropel sobre os espanhóis. José Joaquim Pinheiro, nas suas Épocas Memoráveis da Ilha Terceira, já diz que Brianda Pereira:
… mostrou o seu ânimo varonil, armando com dardos as mulheres que tinham corrido à peleja com seus maridos e filhos, e persuadindo com argumentos de virtuosa esposa e mãe desvelada a gente terceirense, leva as do seu sexo a carregarem sobre o inimigo com tal denodo que puderam alcançar a salvação do prisioneiro ancião e de se filho, ambos bastante feridos. Só não pôde esta heróica espartana evitar o incêndio que lavrava na casa e na eira…
O capítulo final da glorificação de Brianda Pereira é escrito por Gervásio Lima, que na sua prosa inflamada a alpendura aos píncaros da virtude e da heroicidade nacionalistas. Os escritos de Gervásio Lima, que gozaram de grande popularidade até meados do século XX, com a posterior ajuda da bem oleada máquina de propaganda do Estado Novo, fizeram de Brianda Pereira um figura popular, particularmente por apelar à heroicidade dos habitantes da ilha Terceira e assim alimentar o sentimento bairrista que ali se viveu.
Durante os anos todas as referências à história e a heroicidade da Terceira, incluíam obrigatoriamente uma vénia a Brianda, o arquétipo da heroína da portugalidade. Foram escritas e representadas algumas centenas de peças de teatro popular e danças de Carnaval tendo como assunto a acção de Brianda Pereira. Embora na Terceira, o assunto tenha caído num relativo esquecimento, nas comunidades de origem açoriana parece continuar a ser popular, com o seu apelo nacionalista e ao bairrismo terceirense.
No Porto Judeu Brianda Pereira deu o nome a uma das escolas (no Caminho da Cidade, desta freguesia, hoje extinta) e a uma das sociedade recreativas - Brianda Pereira - com filarmónica e Teatro.